# Яя (река)
Я́я (чул. Я-Су) — река в Кемеровской и Томской областях, левый приток Чулыма. Длина — 380 км, площадь водосборного бассейна — 11,7 тыс. км².
Исток находится в отрогах Кузнецкого Алатау, к востоку от посёлка Яшкино. Питание снеговое. Ледостав с начала ноября по апрель. Судоходна на протяжении 114 км от устья.
Течение реки крайне извилистое, дно песчаное и песчано-глинистое. Долина необширная, в верховьях окружена горами, в средней части слева окружена холмами, а правый берег менее возвышен; в низовьях оба берега волнисты. Берега местами обрывисты, местами низменные, отлогие. В речной долине встречается озёра и старицы, в которых обитает мелкая рыба. Берега покрыты берёзовыми и хвойными лесами. Пригодна для сплава, популярное место для рыбной ловли, в реке водятся: щука, окунь, пескарь, плотва, чебак, елец, язь, лещь, ёрш, судак, таймень, хариус, налим, бычок подкаменщик, уклейка карась, нельма.
На притоках Яи с начала 40 годов XIX столетия производилась разработка золотоносных песков. С 1887 по 1903 годы было добыто золота до 100 пудов.

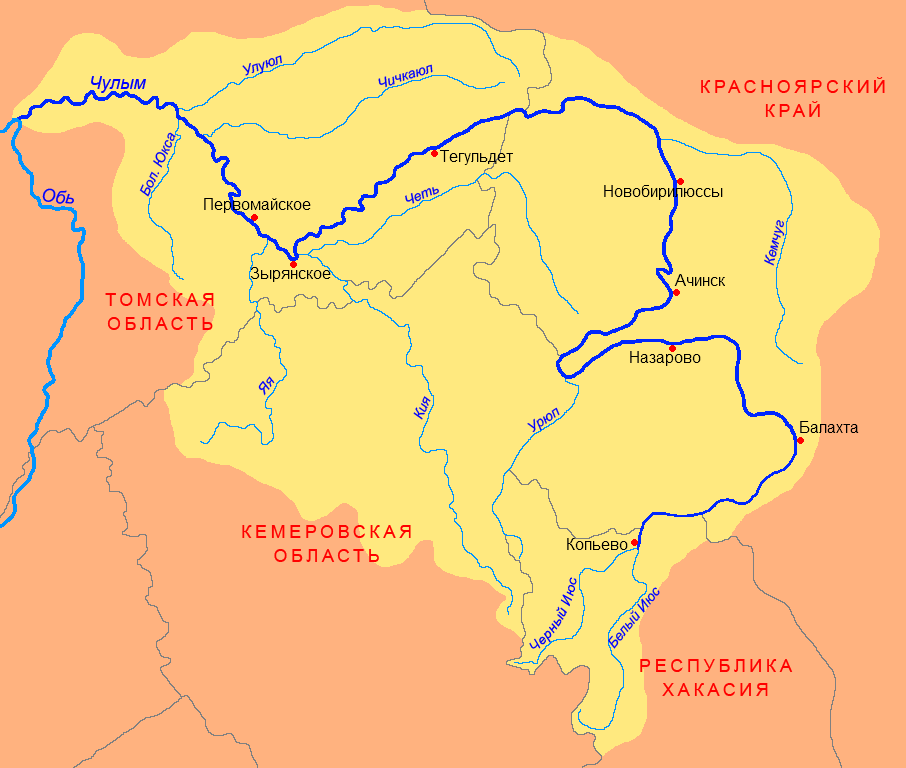
Бассейн Чулыма

## Притоки
(км от устья)

(указана длина рек >50 км)
- 5 км: протока Ажур (пр)
- 30 км: Большая Кутатка (лв)
- 43 км: Латат (лв)
- 49 км: Куль (лв)
- 55 км: Куйла (лв)
- 71 км: Ташма (лв)
- 90 км: Китат (лв) (135 км)

Томская область/Кемеровская область
- 92 км: Мутная (пр)
- Елбак (пр)
- Сустуюл (пр)
- 142 км: Колыон (пр)
- 147 км: Киргизка (лв)
- 153 км: Куржень (лв)
- 154 км: Курля (лв)
- 157 км: Бекет (пр)
- 169 км: Уда (лв)
- 181 км: Кызысла (лв)
- 186 км: Чиндат (лв)
- 187 км: Почитанка (пр)
- 198 км: Золотой Китат (пр) (185 км)
- 200 км: Катама (лв)
- 228 км: Верхние Челы (лв)
- Шайтанка (пр)
- Малые Буйны (лв)
- Буйны (пр)
- Петрушкина (лв)
- Красная (лв)
- Луговая (лв)
- Прутковка (лв)
- 260 км: Челы (пр)
- Бороновка (лв)
- Ербак (пр)
- 263 км: Кельбес (пр) (57 км)
- Ореховая (лв)
- 268 км: Барзас (пр) (110 км)
- Барыня (лв)
- 277 км: Кайгур (пр)
- Красная (лв)
- Донская (лв)
- Каменушка (лв)
- Золотая (пр)
- Золотой Падун (пр)
- Широкий Лог (пр)
- Малые Козлы (лв)
- 301 км: Козлы (лв)
- Боталовка (пр)
- Шайтанка (пр)
- Каменушка (лв)
- Горевка (пр)
- Синяя (лв)
- Бристунка (пр)
- 320 км: Березовка (лв)
- 324 км: Бородавка (пр)
- 328 км: Таловка (пр)
- Красная (лв)
- 339 км: Бобровка (лв)
- 348 км: Берёзовая (лв)
- 351 км: Прокина (лв)
- Растель (лв)
- Яя-Переходная (пр)
- Полдневая Яя (пр)
- Ключевая Яя (пр)

## Населённые пункты
- Кемеровская область: посёлки городского типа Рудничный, Яя.
- Томская область: Больше-Дорохово, Воронино-Яя, Больше-Жирово, Спасо-Яйское, Усманка.

## Этимология
По одной из версий, в основе названия лежит тюркское яй — «лето». Видимо, это река, где были летние стоянки. По другой, название первоначально имело форму Я и могло быть южносамодийским речным термином (сравните мансийское я — «река»). Форма Яя возникла в русском употреблении.

## Данные водного реестра
По данным государственного водного реестра России относится к Верхнеобскому бассейновому округу, речной бассейн реки — (Верхняя) Обь до впадения Иртыша, речной подбассейн реки — Чулым, водохозяйственный участок реки — Чулым от в/п с. Зырянское до устья.
Код объекта в государственном водном реестре — 13010400312115200020257.

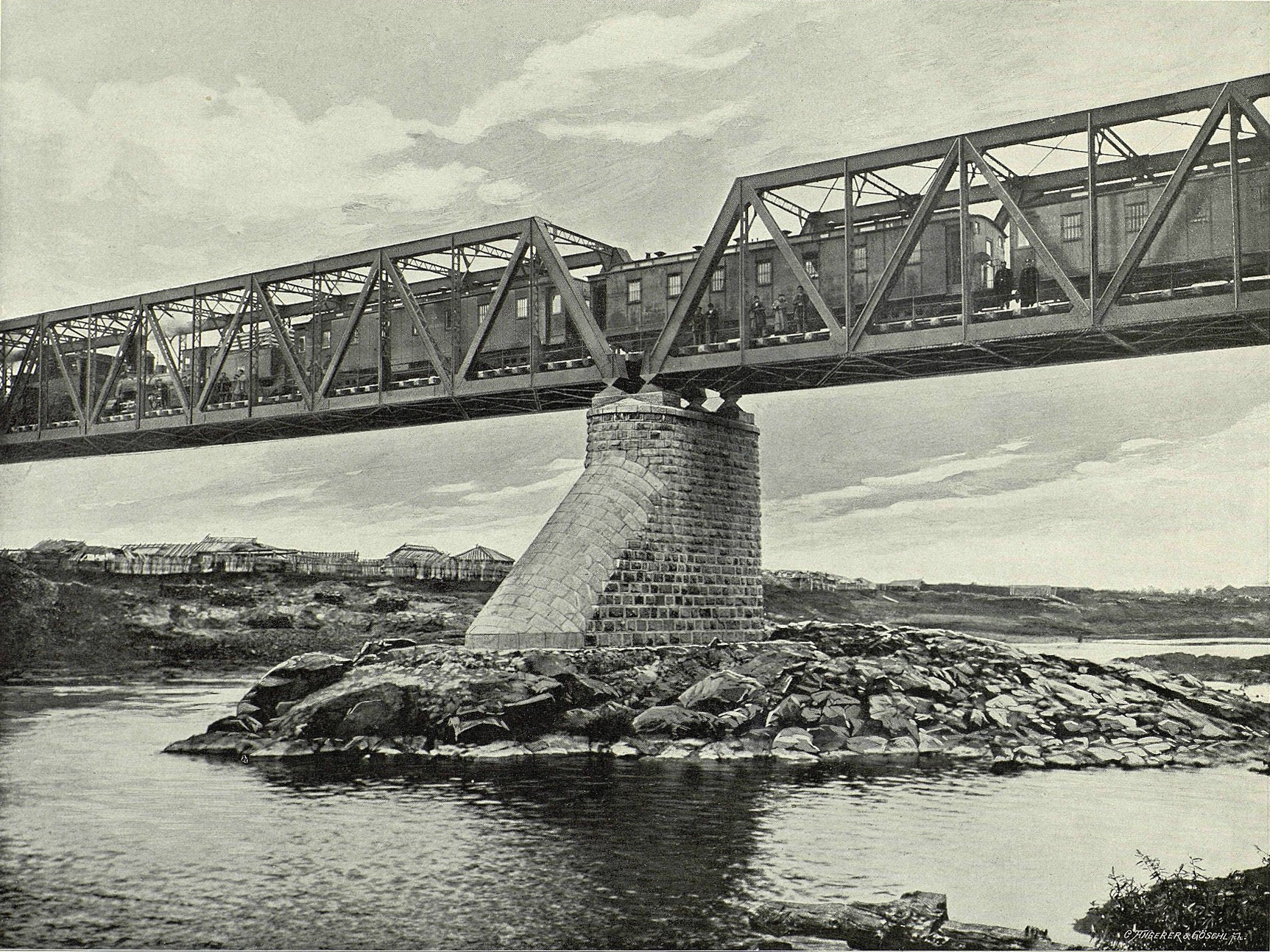
Мост через Яю, 1899
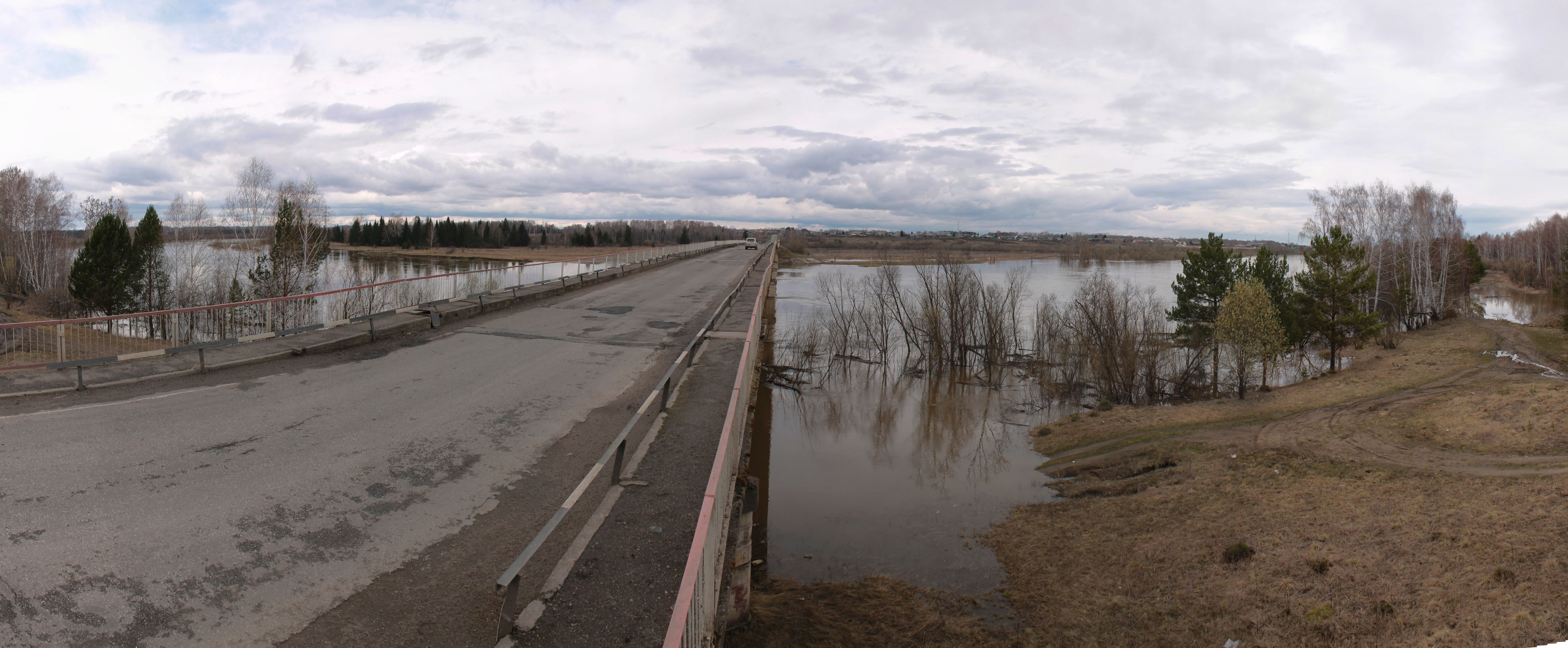
Мост через Яю. д. Больше-Дорохово